# Dyskobolia Grodzisk Wielkopolski
Dyskobolia Grodzisk Wielkopolski är ett polskt fotbollslag som spelar i IV liga. Laget kallas av sina fans (och motståndare) endast för "Dyskobolia". Klubben bildades 1922 och spelade största delen av sin historia i lägre divisioner. När klubben köptes av bilföretaget Dyskobolia steg klubben i rankning. Det slutade med att klubben hamnade i högsta fotbollsligan i Polen år 1997. Sedan dess har de stannat där. Dyskobolia har kommit på en andra placering i ligan två gånger, 2003 och 2005. Klubben kvalificerade sig då till Uefacupen och slog ut både Hertha Berlin och Manchester City. Dyskobolia anses vara ett topplag inom polsk fotboll. 

## Titlar
- Polska cupen: Vinnare 2005, 2007